# Pseudosmittia rotunda
Pseudosmittia rotunda är en tvåvingeart som beskrevs av Caspers och Reiss 1989. Pseudosmittia rotunda ingår i släktet Pseudosmittia och familjen fjädermyggor.
Artens utbredningsområde är Turkiet. Inga underarter finns listade i Catalogue of Life.